# Parapurcellia transvaalica
Espèce
Synonymes
- Purcellia transvaalica Lawrence, 1963

Parapurcellia transvaalica est une espèce d'opilions cyphophthalmes de la famille des Pettalidae.

## Distribution
Cette espèce est endémique du Limpopo en Afrique du Sud. Elle se rencontre vers Louis Trichardt.

## Description
Le mâle holotype mesure 2,9 mm et la femelle paratype 2,9 mm.

## Systématique et taxinomie
Cette espèce a été décrite sous le protonyme Purcellia transvaalica par Lawrence en 1963. Elle est placée dans le genre Parapurcellia par Giribet, Boyer, Baker, Fernández, Sharma, de Bivort, Daniels, Harvey et Griswold en 2016.

## Étymologie
Son nom d'espèce lui a été donné en référence au lieu de sa découverte, le Transvaal.

## Publication originale
- Lawrence, 1963 : « The Opiliones of the Transvaal. » Annals of the Transvaal Museum, vol. 24, no 4, p. 275–304 (texte intégral).